# Cmentarz wojenny w Huminie
Cmentarz w Huminie – cmentarz-mauzoleum wojenne żołnierzy armii niemieckiej i rosyjskiej (w tym Polaków) poległych podczas I wojny światowej.
Cmentarz wpisany jest do rejestru zabytków województwa łódzkiego (decyzja nr 853 z 31.12.1991).

## Położenie
Obiekt jest położony pomiędzy zabudowaniami wsi, po prawej stronie drogi (jadąc z kierunku Bolimowa) do Różanowa.

## Pochowani
Na cmentarzu pogrzebano żołnierzy walczących w 1914 i 1915 nad Rawką i Bzurą w następstwie przegranej przez Rosjan Bitwy pod Łodzią z 1914. Niemcy, starając się przełamać rosyjskie linie obronne zorganizowane w pozostałościach okolicznych, wysiedlonych wiosek, użyli czterokrotnie broni chemicznej, w tym chloru (nie przyniosło to sukcesów strategicznych, ale spowodowało śmierć kilku tysięcy żołnierzy). Wśród poległych było wielu Polaków wcielonych do obu armii (świadczą o tym tablice nagrobne zachowane na innych cmentarzach). W ciągu siedmiu miesięcy walk pomiędzy Skierniewicami, a Sochaczewem zginęło od 70 do 100 tysięcy żołnierzy. Niemcy nie odnotowali w okolicach Humina żadnych istotnych zdobyczy terenowych.

## Forma
Budowę mauzoleum rozpoczęto w połowie lat 30. XX wieku. Działania te przerwała II wojna światowa. W 1991 roku obiekt został oczyszczony z zaniedbanej zieleni. 
Pierwsza od szosy część cmentarza to ziemny kopiec w formie otoczonego murem z granitowych ciosów szańca. Jest to kwadrat o boku długości 35 metrów. Dostęp odbywa się po stopniach od strony drogi. W centrum tej części stoi obelisk z krzyżem maltańskim. Wykuto na nim niedokończony napis: 1.... Na tej części spoczywają prawdopodobnie żołnierze niemieccy. Druga część nekropolii, to wzgórek z tyłu, gdzie najprawdopodobniej pochowano Rosjan. Na cmentarzu zachowała się tylko jedna, uszkodzona tablica imienna, która upamiętnia niemieckiego żołnierza, poległego 21 stycznia 1915 roku.